# 242e régiment de fusiliers motorisés de la Garde
Pour les articles homonymes, voir 242e régiment.
Le 242e régiment de fusiliers motorisés de la Garde (en russe : 242-й гвардейский мотострелковый полк, abrégé 242 гв. мсп), de son nom complet le 242e régiment de fusiliers motorisés de la Garde Zalichtchykaïa des ordres de Lénine, du Drapeau rouge, de Souvorov, de Koutouzov et de Bogdan Khmelnitski (en russe : 242-й гвардейский мотострелковый Залещицкий ордена Ленина, Краснознамённый, орденов Суворова, Кутузова и Богдана Хмельницкого полк), est une unité de fusiliers motorisés de l'armée de terre russe (n° d'unité 46317).
Le régiment fait partie de la 20e division de fusiliers motorisés de la Garde de la 8e armée combinée de la Garde du district militaire sud, basé dans la ville de Volgograd, dans l'oblast de Volgograd.

## Historique
Le 242e régiment est formé en avril 1942 à Kalinine, sous le nom de 3e brigade de fusiliers motorisés. En avril-août 1942, l'unité fait partie du 3e corps de chars, et en septembre, celle-ci est réorganisée en 3e brigade mécanisée et incluse dans le 3e corps mécanisé.
Par arrêté du NKO n° 306 du 23 octobre 1943, la 3e brigade mécanisée est réorganisée en 20e brigade mécanisée de la Garde. Par arrêté du NKO n° 306 du 23 octobre 1943, le 16e régiment de chars de la 3e brigade de fusiliers motorisés est transformé en 68e régiment de chars de la Garde.
Jusqu'en novembre 1943, la 3e brigade est placée dans la réserve du haut commandement suprême (en), avant de rejoindre le 1er front ukrainien, où elle est engagée jusqu'en septembre 1944. En octobre-novembre, elle rejoint de nouveau la réserve, puis de décembre 1944 jusqu'à la fin de la guerre, opère dans le 1er front biélorusse. Par décret du Présidium des forces armées du 23 octobre 1943, la brigade reçoit l'ordre du Drapeau rouge. Le 3 avril 1944, elle reçoit le titre honorifique « Zalichtchykaïa » pour la prise de la ville de Zalishchyky, dans l'oblast de Ternopil.
Dans la seconde moitié de 1945, le 8e corps mécanisé de la Garde est réorganisé en 8e division mécanisée de la Garde de la 1re armée mécanisée du groupement des forces armées soviétiques en Allemagne.
En 1946, sa division subordonnée est organisée en 8e régiment mécanisé de la Garde, avant de reprendre son nom originel en 1949. En 1957, la 8e division mécanisée de la Garde est réorganisée en 20e division de fusiliers motorisés de la Garde, et sa 20e brigade mécanisée de la Garde en 242e régiment de fusiliers motorisés de la Garde, avec comme point de garnison la ville de Wurzen, en Allemagne. De 1957 à 1964, l'unité fait partie de la 20e division de fusiliers motorisés de la Garde de la 18e armée combinée de la Garde (Forst Zinna), puis dans la 8e armée de la Garde (Weimar) et en 1983, la division est transférée dans la 1re armée de chars de la Garde (Dresde).
Entre le 13 mai et le 5 novembre 1968, le régiment participe à l'opération Danube, sa mission consistant à écraser la contre-révolution en Tchécoslovaquie. En mai 1968, le régiment est placé en état d'alerte et, sous couvert d'exercice, se replie dans une zone située à environ 200 km de son point de garnison. Les unités sont dispersées dans une forêt à 15 km de la frontière avec la Tchécoslovaquie et suivent un entraînement au combat pendant trois mois.
Le 20 août 1968, sa division reçoit la mission de franchir la frontière entre RDA et la Tchécoslovaquie. Le régiment traverse avec succès le territoire tchécoslovaque et occupe le col de Domažličky. Après plusieurs missions, le régiment retourne à son point de garnison permanent de Wurzen le 6 novembre 1968.
À la veille du retrait des troupes d'Allemagne, le régiment est composé de 30 chars T-80, 142 BMP (59 BMP-2, 84 BMP-1, 7 BRM-1K), 7 BTR-70 ; 18 2S3, 18 pièces 2S12, 9 BMP-1KSh, 3 PRP-3/4, 2 RKhM ; 3 BREM-2, 2 PU-12, 7 MT-LBT et un nombre inconnu de MT-55 A.
En 1993, le régiment est redéployé à Volgograd, avant de rejoindre Kamychine au sein du 8e corps d'armée de la Garde du district militaire du Caucase du Nord.
Le personnel du régiment fait partie du détachement combiné de la 20e division. De décembre 1994 à février 1995, sa division prend part à la première guerre de Tchétchénie lors de la bataille de Grozny (groupe « Nord-Est » du lieutenant général Lev Rokhline).
Le 31 décembre 1994, un détachement combiné de la division entre dans Grozny avec la 131e brigade de fusiliers motorisés et le 81e régiment de fusiliers motorisés de la Garde. Le 13 janvier 1995, des unités de sa division participent à l'assaut du bâtiment du Conseil des ministres. Le 5 février, elle occupe la place Minoutka. Le 11 février 1995, après avoir pris les principaux bastions des combattants à Grozny, sa division se retire des combats et commence à transférer ses unités à Volgograd. Fin février 1995, sa division se retire complètement de Tchétchénie.
En 2024, le régiment est remis sur pied avec comme point de garnison la ville de Volgograd (unité militaire n° 46317). Déployée sur le front Est de l'invasion russe de l'Ukraine, le régiment est engagé dans l'offensive de Pokrovsk.

## Commandants
- Colonel Radzivilko Semion Vassilievitch (avril - † août 1942)
- Colonel Hamazasp Babadjanian (1942 - 1944)
- Colonel N. V. Bogomolov (1944, puis de nouveau en 1945)
- Colonel S. L. Gontarev (1944)
- Colonel Anfimov Alexeï Ignatievitch (1944 - 1945)
- Lieutenant-colonel de la Garde Sergueï Ivanovitch Grigoriev (1963 - 1969)
- Colonel Chichov (1965 - 1968)
- Lieutenant-colonel Agarkov (date inconnue)
- Colonel de la Garde Rostovshchikov (date inconnue)
- Lieutenant-colonel de la Garde S. A. Chashchegorov (1983 - 1985)
- Lieutenant-colonel de la Garde Bourak (1986)
- Lieutenant-colonel de la Garde S. I. Vorobiov  (1987 - 1989)
- A.N. Alekhintsev (1989-1992)
- Colonel de la Garde Lavrov (jusqu'en 1993)
- Colonel de Garde Medvedev (1993-1995)
- Lieutenant-colonel de la Garde Roustam Mouradov (2008-2009)